# Жан-Філіпп Леґеллек
Жан-Філіпп Леґеллек (фр. Jean-Philippe Leguellec, нар. 31 липня 1985, Кінгстон, Онтаріо, Канада) — канадський біатлоніст, учасник олімпійських ігор 2006, 2010 та 2014 років. Чемпіон світу серед юніорів у спринті 2004 року.

## Виступи на Олімпійських іграх
| Рік  | Місце проведення | ІН | СП | ПЕ  | МС | ЕС |
| ---- | ---------------- | -- | -- | --- | -- | -- |
| 2006 | Турин            | 48 | 59 | —   | —  | —  |
| 2010 | Ванкувер         | 13 | 6  | 11  | 30 | 10 |
| 2014 | Сочі             | 35 | 5  | 126 | 10 | 7  |

## Виступи на чемпіонатах світу
| Рік  | Місце проведення | ІН | СП | ПЕ | МС | ЕС |
| ---- | ---------------- | -- | -- | -- | -- | -- |
| 2007 | Антерсельва      | 40 | 64 | —  | —  | 14 |
| 2008 | Естерсунд        | 71 | 66 | —  | —  | 21 |
| 2009 | Пхьончхан        | 51 | 42 | 46 | —  | 16 |
| 2011 | Ханти-Мансійськ  | —  | 46 | 52 | —  | 14 |
| 2012 | Рупольдінг       | 71 | 14 | 26 | —  | 13 |
| 2013 | Нове Место       | 10 | 36 | 12 | 22 | 8  |

## Загальний залік Кубку світу
- 2007—2008 — 77-е місце
- 2008—2009 — 32-е місце
- 2009—2010 — 30-е місце
- 2010—2011 — 50-е місце
- 2010—2011 — 50-е місце
- 2011—2012 — 37-е місце
- 2012—2013 — 35-е місце
- 2013—2014 — 50-е місце

## Виступи на Чемпіонатах світу серед юніорів
| Рік  | Місце проведення | ІН | СП | ПЕ | МС | ЕС  |
| ---- | ---------------- | -- | -- | -- | -- | --- |
| 2003 | Косьцелісько     | 33 | 26 | 33 | —  | 11  |
| 2004 | От-Морьєн        | 4  | 1  | 2  | —  | 2   |
| 2005 | Контіолахті      | 6  | 12 | 13 | —  | 3   |
| 2006 | Преск-Айл        | 4  | 3  | 8  | —  | DSQ |

## Статистика стрільби
| Лежачи  | 76% | 78% | 84% | 85% | 78% |
| Стоячи  | 73% | 77% | 81% | 77% | 75% |
| Загалом | 74% | 77% | 82% | 81% | 76% |